# Matija Gubec
Matija Gubec, pravo ime Ambrož Gubec (madžarsko Gubecz Máté), hrvaški kmet in vojskovodja kmečkega upora, * okoli 1548, Hižakovec, † 15. februar 1573, Zagreb.

## Življenje
Matija Gubec je bil skupaj z Ilijem Gregorićem vodja hrvaško-slovenskega kmečkega upora, ki ga je sprožilo kruto ravnanje plemiča Ferenca Tahyja. V bitki pri Stubičkih Toplicah so ga zajeli in privedli v Zagreb, kjer so ga javno mučili, mu nadeli razbeljeno železno krono, ga posedli na žareč stol in na koncu razčetverili.

## Spomin in poimenovanja
Čeprav je bil Gubec poražen, je postal hrvaško-slovenski ljudski junak, ki se ga spominjamo tudi v literarnih delih. Anton Aškerc je v spomin nanj napisal balado Kronanje v Zagrebu, Risto Savin pa opero Matija Gubec.
Med drugo svetovno vojno pa je delovala tudi slovenska Gubčeva brigada v sklopu Narodnoosvobodilne vojske in partizanskih odredov Jugoslavije.
V Gornji Stubici je postavljen spomenik Matiji Gubcu in hrvaško-slovenskemu kmečkemu uporu.
V mestu Krško stoji velik kip Matije Gubca na Trgu Matije Gubca, ki je osrednji trg v predelu Videm. Prav tako je v Krškem po njem poimenovan osrednji spidvejski in nogometni Stadion Matije Gubca.